# ボビー・ジャガーズ
"ハングマン" ボビー・ジャガーズ（"Hangman" Bobby Jaggers、本名：Robert F. Jeaudoin、1948年1月8日 - 2012年9月30日）は、アメリカ合衆国のプロレスラー。ワシントン州バンクーバー出身。
1970年代から1980年代にかけて、カウボーイ・ギミックのヒールとして活躍した。1975年にスタン・ハンセンが初来日した際のタッグ・パートナーとしても知られる。

## 来歴
1966年にアメリカ陸軍に入隊し、ベトナム戦争に従軍後、地元のワシントンやオレゴンをサーキット・エリアとするパシフィック・ノースウエスト・レスリング（PNW）のプロモーターだったサンディ・バー（ジェシー・バーの父親）にスカウトされ、1972年にアル・マドリルを相手にデビュー。キャリア初期は "ムーンドッグ" ロニー・メインの弟と称し、ボビー・メイン（Bobby Mayne）のリングネームで活動していた。
アリゾナやテネシー、カンザスシティのNWAセントラル・ステーツ地区などを経て、ボビー・ジャガーズ（Bobby Jaggers）と改名してテキサスのアマリロ地区に入り、1975年9月にドリー・ファンク・ジュニアのブッキングでスタン・ハンセンと共に全日本プロレスに初来日。大型の若手カウボーイ・コンビとして、荒削りながらイキのいいラフファイトを展開した。ハンセンとは来日前からアマリロでタッグを組んでおり、ムース・モロウスキー&サイクロン・ネグロなどのチームから勝利を収めたという。
1976年下期より中南部のNWAトライステート地区に進出して、12月2日にケン・パテラからブラスナックル王座を奪取。以降も中西部や中南部を主戦場に、マイク・ジョージやポール・オーンドーフと抗争した。1979年はジン・キニスキーらが運営していたカナダ・バンクーバーのNWAオールスター・レスリングや、ジム・バーネット主宰のジョージア・チャンピオンシップ・レスリングにて活動。バンクーバーではダッチ・サベージやアドリアン・アドニスと抗争し、ジョージアではアマリロでの旧友ハンセンと対戦、当時スターリング・ゴールデンと名乗っていた若手時代のハルク・ホーガンともタッグを組んでいる。
1980年3月、覆面レスラーのミステリアス・アサシン（The Mysterious Assassin）に変身して全日本の第8回チャンピオン・カーニバルに出場。開幕戦ではジャイアント馬場からリングアウト勝ちを拾っている。同大会ではアマリロやジョージアでライバル関係にあったレイ・キャンディと共にアブドーラ・ザ・ブッチャーを援護射撃し、テリー・ファンク、ディック・スレーター、テッド・デビアスのファンク・ファミリーと軍団抗争を繰り広げた（シリーズ中に覆面を剥がされ、終盤は素顔のボビー・ジャガーズとして出場している）。
帰国後はR・T・タイラーとのカウボーイ・コネクション（The Cowboy Connection）でNWAフロリダ地区に登場。1980年12月2日、バリー・ウインダム&スコット・マギーを下してフロリダ・タッグ王座を獲得し、ダスティ・ローデスとアンドレ・ザ・ジャイアントの強力チームとも対戦した。シングルでは同年10月11日にバグジー・マグローからフロリダ・ヘビー級王座を、1981年6月にジャック・グレイから南部ヘビー級王座をそれぞれ奪取している。
1982年末よりテキサス州サンアントニオのサウスウエスト・チャンピオンシップ・レスリングに参戦して、正義派カウボーイのスコット・ケーシーと抗争を展開。1983年6月、負傷欠場中のジョナサン・ボイドに代わってルーク・ウィリアムスのパートナーとなり、ボイドが保持していたサウスウエスト・タッグ王座を継承するが、7月4日のボブ・スウィータン&スウィート・ブラウン・シュガー戦の試合後にウィリアムスと仲間割れしてベビーフェイスに転向。以降、マニー・フェルナンデスと組んでウィリアムス&ブッチ・ミラーのザ・シープハーダーズとデスマッチの連戦を繰り広げた。1984年6月16日にはキラー・ブルックスを破り、サウスウエスト・ヘビー級王座も獲得している。
1984年秋より古巣のPNWに定着。初期はベビーフェイスとしてリップ・オリバーやカール・スタイナー、マイク・ミラー、後にヒールに戻ってリッキー・ヴォーンやトム・ジンク、ビリー・ジャック・ヘインズらとパシフィック・ノースウエスト・ヘビー級王座を争い、PNWのフラッグシップ・タイトルだった同王座を通算4回獲得した。1985年4月にはザ・ダルズ、セイラム、ユージーンにおいて、リック・フレアーの保持していたNWA世界ヘビー級王座に連続挑戦している。
1986年下期から1987年にかけては、晩年のホームタウンとなった中西部のセントラル・ステーツ地区に出場しつつ、ベビーフェイスのポジションでジム・クロケット・ジュニア主宰のNWAミッドアトランティック地区にも参戦。同じくカウボーイをギミックとしていたダッチ・マンテルとカンザス・ジェイホークス（The Kansas Jayhawks）を結成して、ジム・コルネット率いるミッドナイト・エクスプレス（ボビー・イートン&デニス・コンドリー）と抗争した。1986年11月27日の『スターケード』アトランタ大会では、ザ・ラシアンズ（イワン・コロフ&クラッシャー・クルスチェフ）が保持していたUSタッグ王座に挑戦している。
1988年はプエルトリコのWWCにて、"ダンディ" ダン・クロファットと組んでジェイホークスをヒール・バージョンで再編。カンザスシティ・ジェイホークス（The Kansas City Jayhawks）の新チーム名のもと、マーク&クリス・ヤングブラッドのレネゲード・ウォリアーズとのカウボーイ対インディアンの抗争を展開した。同年7月17日のブルーザー・ブロディ刺殺事件の際は、同じ控室に居合わせている。1989年にはフロリダでブラック・バートを新パートナーにナスティ・ボーイズとタッグ王座を争った。
キャリア末期はWWFのカンザスでの興行に単発出場して、ジム・ナイドハートやザ・ロッカーズ（マーティ・ジャネッティ&ショーン・マイケルズ）のジョバーを務めた。1991年の引退後も、かつての主戦場だったカンザスに居住。2004年2月には、カンザスのインディー団体 "Bad Boys of Wrestling" のコミッショナー役としてプロレスファンの前に久々に登場した。
2012年9月30日、64歳で死去。

## 得意技
- エルボー・ドロップ
- エルボー・バット
- ネックブリーカー

## 獲得タイトル
NWAミッドアメリカ
- NWA南部タッグ王座（ミッドアメリカ版）：1回（w / チャーリー・フルトン）[25] ※ボビー・メイン名義での戴冠

NWAウエスタン・ステーツ・スポーツ
- NWAテキサス・ブラスナックル王座（アマリロ版）：1回[26]
- NWAウエスタン・ステーツ・ヘビー級王座：1回[27]
- NWAウエスタン・ステーツ・タッグ王座：1回（w / ランディ・タイラー）[28]

NWAトライステート
- NWAブラスナックル王座（トライステート版）：1回[4]
- NWA USタッグ王座（トライステート版）：1回（w / ジェリー・ブラウン）[29]

NWAオールスター・レスリング
- NWAカナディアン・タッグ王座（バンクーバー版）：1回（w / クリス・コルト）[30]

チャンピオンシップ・レスリング・フロム・フロリダ
- NWA南部ヘビー級王座（フロリダ版）：1回[13]
- NWAフロリダ・ヘビー級王座：1回[12]
- NWAフロリダ・タッグ王座：1回（w / R・T・タイラー）[11]
- FCWタッグ王座：1回（w / ブラック・バート）[11] ※NWAフロリダ・タッグ王座の改称版

サウスウエスト・チャンピオンシップ・レスリング
- SCWサウスウエスト・ヘビー級王座：1回[17]
- SCWサウスウエスト・タッグ王座：2回（w / ルーク・ウィリアムス、バディ・モレノ）[15]

パシフィック・ノースウエスト・レスリング
- NWAパシフィック・ノースウエスト・ヘビー級王座：4回[18]
- NWAパシフィック・ノースウエスト・タッグ王座：2回（w / リップ・オリバー、デビッド・シェラ）[31]

セントラル・ステーツ・レスリング
- NWAセントラル・ステーツTV王座：1回[32]
- NWAセントラル・ステーツ・タッグ王座：1回（w / ムーンドッグ・モレッティ）[33]

ワールド・レスリング・カウンシル
- WWC北米ヘビー級王座：1回[34]
- WWCプエルトリコ・ヘビー級王座：1回[35]
- WWCカリビアン・タッグ王座：2回（w / ダン・クロファット）[36]